# アントラニル
アントラニル（英語: anthranil）または、2,1-ベンゾイソオキサゾール（英語: 2,1-benzisoxazole）は、化学式が C7H5NO の有機化合物で、ベンゼンとイソオキサゾールが縮合した二環構造を持つ。異性体のベンゾオキサゾールとベンゾイソオキサゾールは、酸素原子が1位に結合している。アントラニルのヘテロ原子の位置は芳香族性を崩壊させるため、3つの構造異性体の中で最も安定性が低い。